# Huaniqueo
Huaniqueo là một đô thị thuộc bang Michoacán, México. Năm 2005, dân số của đô thị này là 7627 người.